# Short n' Sweet
Short n' Sweet (укр. «Коротко і солодко») — шостий студійний альбом американської співачки Сабріни Карпентер. Він був випущений 23 серпня 2024 року лейблом Island Records, став другим альбомом Карпентера на лейблі після E-mails I Can't Send. Поп-альбом із впливом кантрі, року та R&B, його спродюсували Джек Антонофф, Джон Раян, Ієн Кіркпатрік та Джуліан Бунетта.
Виходу альбому передували два сингли, «Espresso» і «Please Please Please»; обидва очолили чарт Billboard Global 200 і принесли Карпентер більший комерційний успіх, ознаменувавши її прорив у музичній індустрії. «Espresso» стала першою піснею Карпентер під номером один у чарті «UK Singles Chart» у Великій Британії, тоді як «Please Please Please» стала її першою піснею під номером один у чарті «Billboard Hot 100» у США. Для просування альбому Карпентер з'явилася в різних телевізійних програмах і збирається вирушити в «Short n’ Sweet Tour», перший тур у її кар'єрі, у вересні 2024 року.

## Список композицій
| Стандартне видання | Стандартне видання     | Стандартне видання                                                   | Стандартне видання              | Стандартне видання |
| #                  | Назва                  | Автор                                                                | Продюсер                        | Тривалість         |
| ------------------ | ---------------------- | -------------------------------------------------------------------- | ------------------------------- | ------------------ |
| 1.                 | «Taste»                | Sabrina Carpenter Amy Allen Julia Michaels John Ryan Ian Kirkpatrick | Ryan Kirkpatrick Julian Bunetta | 2:37               |
| 2.                 | «Please Please Please» | Carpenter Allen Jack Antonoff                                        | Antonoff                        | 3:06               |
| 3.                 | «Good Graces»          | Carpenter Allen Michaels Ryan Bunetta                                | Ryan Bunetta                    | 3:05               |
| 4.                 | «Sharpest Tool»        | Carpenter Allen Antonoff                                             | Antonoff                        | 3:38               |
| 5.                 | «Coincidence»          | Carpenter Allen Michaels Ryan Kirkpatrick                            | Ryan Kirkpatrick                | 2:44               |
| 6.                 | «Bed Chem»             | Carpenter Allen Michaels Ryan Kirkpatrick                            | Ryan Kirkpatrick                | 2:51               |
| 7.                 | «Espresso»             | Carpenter Allen Steph Jones Bunetta                                  | Bunetta                         | 2:55               |
| 8.                 | «Dumb & Poetic»        | Carpenter Allen Michaels Ryan                                        | Ryan                            | 2:13               |
| 9.                 | «Slim Pickins»         | Carpenter Allen Antonoff                                             | Antonoff                        | 2:32               |
| 10.                | «Juno»                 | Carpenter Allen Ryan                                                 | Ryan                            | 3:43               |
| 11.                | «Lie to Girls»         | Carpenter Allen Antonoff                                             | Antonoff                        | 3:22               |
| 12.                | «Don't Smile»          | Carpenter Allen Jones Ryan Bunetta                                   | Ryan Bunetta                    | 3:26               |
| 36:15              |                        |                                                                      |                                 |                    |

| Бонус трек | Бонус трек        | Бонус трек                       | Бонус трек                | Бонус трек |
| #          | Назва             | Автор                            | Продюсер                  | Тривалість |
| ---------- | ----------------- | -------------------------------- | ------------------------- | ---------- |
| 13.        | «Needless to Say» | Carpenter Allen Ryan Kirkpatrick | Ryan Kirkpatrick Antonoff | 2:37       |
| 38:52      |                   |                                  |                           |            |

## Чарти
| Чарт (2024)                                          | Найвища позиція |
| ---------------------------------------------------- | --------------- |
| Argentine Albums (CAPIF)                             | 2               |
| Австралія Australian Albums (ARIA)                   | 1               |
| Австрія Austrian Albums (Ö3 Austria)                 | 1               |
| Бельгія Belgian Albums (Ultratop Flanders)           | 1               |
| Бельгія Belgian Albums (Ultratop Wallonia)           | 1               |
| Канада Canadian Albums (Billboard)                   | 1               |
| Croatian International Albums (HDU)                  | 2               |
| Чехія Czech Albums (ČNS IFPI)                        | 1               |
| Данія Danish Albums (Hitlisten)                      | 3               |
| Нідерланди Dutch Albums (MegaCharts)                 | 1               |
| Фінляндія Finnish Albums (Suomen virallinen lista)   | 1               |
| Франція French Albums (SNEP)                         | 1               |
| Німеччина German Albums (Offizielle Top 100)         | 3               |
| Greek Albums (IFPI)                                  | 8               |
| Угорщина Hungarian Albums (MAHASZ)                   | 8               |
| Icelandic Albums (Tónlistinn)                        | 3               |
| Ірландія Irish Albums (OCC)                          | 1               |
| Італія Italian Albums (FIMI)                         | 9               |
| Японія Japanese Albums (Oricon)                      | 46              |
| Japanese Combined Albums (Oricon)                    | 50              |
| Japanese Hot Albums (Billboard Japan)                | 78              |
| Lithuanian Albums (AGATA)                            | 5               |
| Нова Зеландія New Zealand Albums (Recorded Music NZ) | 1               |
| Nigerian Albums (TurnTable)                          | 54              |
| Норвегія Norwegian Albums (VG-lista)                 | 1               |
| Польща Polish Albums (ZPAV)                          | 4               |
| Португалія Portuguese Albums (AFP)                   | 1               |
| Шотландія Scottish Albums (OCC)                      | 1               |
| Slovak Albums (ČNS IFPI)                             | 3               |
| Іспанія Spanish Albums (PROMUSICAE)                  | 1               |
| Швеція Swedish Albums (Sverigetopplistan)            | 3               |
| Швейцарія Swiss Albums (Schweizer Hitparade)         | 1               |
| Велика Британія UK Albums (OCC)                      | 1               |
| США Billboard 200                                    | 1               |

## Сертифікації
| Регіон                                                      | Сертифікація | Продажі   |
| ----------------------------------------------------------- | ------------ | --------- |
| Канада (Music Canada)                                       | Платиновий   | 80 000    |
| Нова Зеландія (RIANZ)                                       | Золотий      | 7500      |
| Польща (ZPAV)                                               | Золотий      | 10 000    |
| Велика Британія (BPI)                                       | Золотий      | 100 000   |
| США (RIAA)                                                  | Платиновий   | 1 000 000 |
| продажі+прослуховування, що базуються лише на сертифікаціях |              |           |

## Історія випуску
| Регіон          | Дата           | Формат                                                                           | Лейбл  | Прим.  |
| --------------- | -------------- | -------------------------------------------------------------------------------- | ------ | ------ |
| По всьому світу | 23 серпня 2024 | Касета компакт-диск цифрове завантаження потокове передавання вініловий платівка | Island | [ 54 ] |
| США             | 23 серпня 2024 | Компакт-диск вініловий платівка                                                  | Island | [ 55 ] |